# Eila Alahuhta
Eila Marjatta Alahuhta (år 1948–1971 Savonen), född Petäjä 23 september 1926 i S:t Michel, död 25 april 2017 i Grankulla, var en finländsk logoped.
Alahuhta blev filosofie doktor 1977. Hon var 1984–1993 professor i logopedi vid Uleåborgs universitet, det ledande finländska universitetet inom logopedins område. I sin forskning ägnade hon sig åt perceptions- och slutledningsförmåga hos barn med talsvårigheter, bland annat i avhandlingen On defects of perception, reasoning and spatial orientation ability in linguistically handicaped children (1976).
Hon utsågs 1996 till vice generalsekreterare för International Biographical Centre.

### Uppslagsverk
- Alahuhta, Eila i Uppslagsverket Finland (webbupplaga, 2012). CC-BY-SA 4.0